# Luisa Etxenike
Luisa Etxenike Urbistondo (Sant Sebastià, Guipúscoa, 10 de juliol de 1957) és una escriptora basca que escriu en castellà. Llicenciada en Dret, és bona coneixedora de la literatura escrita per dones, ha participat en diversos treballs literaris. A més d'això, ha gestionat a Sant Sebastià i a diversos pobles de Guipúscoa tallers de lectura i escriptura. Va ser una de les organitzadores de les Jornades d'Escriptores a Sant Sebastià. I directora de la festa literària Un mundo de mujeres. Col·labora en diferents mitjans de comunicació, tant en premsa escrita com en ràdio. Ha estat membre de la comissió de redacció de la revista Grand Place. I també ha treballat en treballs de traducció.

## Publicacions
Novel·les
- El detective de sonidos (2011)
- El ángulo ciego (2008)
- Los peces negros (2005)
- Vino (2000)
- El mal más grave (1997)
- Efectos secundarios (1996)
- Querida Teresa (1988)

Llibres de poesia
- El arte de la pesca (2015)

Traduccions
- Alguién vivo Pasar, Claude Lanzmann
- Algo negro, Jackes Roubaud
- La cabeza de Paul Verlaine, Jean-Michel Maulpoix
- Después de los campos, la vida, Virginie Linhart

## Premis i reconeixements
- França li va atorgar el premi de cavaller de l'Orde de les Arts i les Lletres en 2007.[3]
- Va guanyar el Premi Euskadi de Literatura 2009 amb la novel·la El ángulo ciego (2008).[4]
- En 2013 el Municipi de Sant Sebastià li va atorgar la Medalla del Mèrit de Ciutadà Donostiarra.[3]